# Фрилон, Нинна
Нинна Фрилон — (англ. Nnenna Freelon, 28 июля, 1954) — американская джазовая певица, композитор, продюсер и аранжировщик. Шестикратная номинантка на премию Грэмми. Критики превозносят её роскошный «медовый» голос, великолепное чувство ритма, обилие свежих и оригинальных идей и яркий сценический темперамент. Певица работала с такими известными музыкантами, как Рэй Чарльз, Эллис Марсалис, Эл Джерро, Анита Бейкер, Арета Франклин, Диана Ривз и др.

## Биография
Нинна Фрилон родилась и выросла в Кембридже, штат Массачусетс. В детстве пела в Церкви Союза баптистов и церкви Святого Павла. У певицы есть брат Мелвин и сестра по имени Дебби. Нинна окончила Симмонс-колледж в Бостоне, получив степень в сфере здравоохранения. Некоторое время она работала в Durham County Hospital Corporation, расположенном в Дарем, Северная Каролина. В интервью для Kennedy Center Нинна сказала:
«Я начала петь в церкви, как и многие другие….» Певица предполагает, что большое влияние на неё оказала музыка «менее известных людей», например таких, как Нина Симон и Билли Икстайн, чьи записи часто слушали родители Нинны. «Важно познакомить своих детей с широкой музыкальной средой», продолжает певица, «и я благодарна своим родителям за то, что они сделали именно это». Нинна всегда следовала совету своей бабушки: «Зацветёт только то, что посажено и выращено».

### Семья
В 1979 году, певица вышла замуж за архитектора Филиппа Д. Фрилона (1953—2019), уроженца Филадельфии. Филипп и Нинна имеют троих детей — Дин, Майя и Пирс, родившихся до того, как Нинна начала заниматься музыкальной деятельностью. Филипп Д. Фрилон является основателем и президентом группы архитектурных компаний Фрилон, в научно-исследовательском институте Триангл (в Дареме, Северная Каролина). К 2005 году в группу компаний Фрилон входило 55 сотрудников в двух отделениях, работающих по целому ряду проектов. Дизайн портфолио на территории зданий больниц для корпоративных штаб-квартир, науки/технологий, а также для музеев и культурных центров.
Сын Пирс Фрилон, в настоящее время является стипендиатом Сиракузского Университета по программе магистра. Пирс является основателем веб-сайт Blackademics, для которого брал интервью у таких известных персон, как Анджела Дэвис, Майя Энджелоу, Никки Джованни, и Джесси Джексон.
Второй сын семейства Фрилон — Дин Фрилон, студент Вашингтонского университета, в Сиэтле. Дочь — Майя Фрилон является профессором искусств Таусоновского университета (штат Мэриленд, США) и Государственного университета Морган (штат Балтимор, США).

### Музыкальная карьера
В 1990 году Нинна Фрилон посетила Southern Arts Federation’s jazz, где встретилась с известным пианистом Эллисом Марсалисом. «Это встреча была большим поворотным моментом. К тому времени, я уже пела семь лет. Эллис мой воспитатель, он всегда хотел поддержать меня и помочь. Я не знала, что в то время Джордж Батлер из Columbia Records искал женщину-певицу. Двумя годами позже, в 1992, я подписала контракт с Columbia Records». В свои поздние тридцать лет, певица записала дебютный CD — Nnenna Freelon, выпущенный пол лейблом Columbia Records в 1992 году. В 1994 году певица ушла из Columbia Records, начав записываться под лейблом «Concord Records», с которыми подписала контракт в 1996 году.
Седьмой студийный альбом Фрилон — Tales of Wonder (2002) включает в себя кавер-версии хитов Стиви Уандер. Певица считает его одним из величайших артистов нашего времени, и описывает как легко его музыка становится её музыкой. «Многое из музыки Стиви Уандера находится на уровне многих других уникальных артистов, таких как Дюк Эллингтон или Телониус Монк. Когда вы слышите Стиви, вы знаете, кто это. Я отношу его к классу гениев, он легендарен…»
В 2005 году певица выпустила альбом Blueprint of a Lady: Sketches of Billie Holiday, в который вошли песни знаменитой джазовой вокалистки Билли Холидей. Диапазон Фрилон, скорректированный с учётом настроения в каждой песне, уникально дополняет её исполнение. В группу ветеранов джаза Фрилон входят: тенор-саксофонист — Дэйв Эллис, трубач — Кристиан Скотт и флейтист — Мэри Феттиг.
В день своего 54-летия Нинна Фрилон приняла участие в Фестивале Джаза в Монтере, после которого начала свой 10-недельный тур по США, начиная с 8 января 2008 года. Вместе с певицей выступал бэнд, в который вошли музыканты: трубач Теренс Бланшар, пианист Бенни Грин, саксофонист Джеймс Муди, басист Деррик Хадж и барабанщик Кендрик Скотт.
В Московском международном доме музыки Нинна Фрилон впервые выступила в мае 2008 года с концертной программой из серии «Джазовый Олимп. Примадонны».

## Дискография
Дискография Нинны Фрилон включает 8 студийных, а также несколько концертных альбомов.
3 первых студийных альбома певицы записала на Columbia Records. Позже, певица начала записываться на престижным джазовом лейбле Concord Records.
| Год  | Название                                                                            | Жанр   | Лейбл            | Billboard |
| ---- | ----------------------------------------------------------------------------------- | ------ | ---------------- | --------- |
| 1992 | Nnenna Freelon                                                                      | Джаз   | Columbia Records | #11       |
| 1993 | Heritage                                                                            | Джаз   | Columbia Records | #10       |
| 1994 | Listen                                                                              | Джаз   | Columbia Records | #20       |
| 1996 | Shaking Free                                                                        | Джаз   | Concord Records  |           |
| 1998 | Maiden Voyage                                                                       | Джаз   | Concord Records  | #10       |
| 2000 | Soulcall                                                                            | Джаз   | Concord Records  | #13       |
| 2002 | Tales of Wonder                                                                     | Джаз   | Concord Records  | #7        |
| 2003 | Church — Songs of Soul and Inspiration Various Artists — Ooh Child — Nnenna Freelon | Госпел | Utv Records      | #157      |
| 2003 | Live at The Kennedy Center, Washington D.C.                                         | Джаз   | Concord Records  |           |
| 2005 | Blueprint of a Lady                                                                 | Джаз   | Concord Records  | #13       |
| 2008 | Better Than Anything                                                                | Джаз   | Concord Records  |           |

- 2007: Freelon & The Count Basie Orchestra — (Ожидающий выпуска 2007)

## История «Грэмми»
- 5 номинаций

| История премий «Грэмми» Нинны Фрилон |                                     |      |                                                  |         |             |
| Год                                  | Категория                           | Жанр | Название                                         | Лейбл   | Итог        |
| 2005                                 | Лучший вокальный джаз-альбом        | Джаз | Blueprint of a Lady — Sketches of Billie Holiday | Concord | Номинирован |
| 2001                                 | Лучший вокальный джаз-альбом        | Джаз | Soulcall                                         | Concord | Номинирован |
| 2001                                 | Лучшая инструментальная аранжировка | Джаз | Button Up Your Overcoat                          | Concord | Номинирован |
| 1998                                 | Лучшее женское джаз-исполнение      | Джаз | Maiden Voyage                                    | Concord | Номинирован |
| 1996                                 | Лучшее женское джаз-исполнение      | Джаз | Shaking Free                                     | Concord | Номинирован |

## Награды
- Нинна Фрилон была удостоена премии «Eubie Blake Award», а также премии «Billie Holiday Award» от Академии джаза.
- Кавер-версия песни Фрэнка Синатры — «Fly Me To The Moon» в исполнении Фрилон стала саундтреком к фильму 2000 года — «Визит» с участием Билли Ди Уильямса.
- В романтической комедии 2001 года «Чего хотят женщины» с участием Мэла Гибсона и Хелен Хант, певица задействована в камео (эпизод в ночном клубе, где Фрилон исполняет песню «If I Had You»).
- Певица дважды была названа «Леди соул» на церемонии Soul Train Music Award[14].
- 21 февраля, 2001, Нинна Фрилон была встречена горячими аплодисментами за своё потрясающее живое исполнение на 43-й ежегодной церемонии вручения Грэмми в Лос-Анджелесе, где певица исполнила песню «Straighten Up And Fly Righ»[15].